# Салентина
Саленти́на (итал. Salintina, тарант. Salènde, местн. Salentu) — полуостров в Италии, юго-восточная оконечность Апеннинского полуострова. Омывается Адриатическим и Ионическим (залив Таранто) морями и проливом Отранто.
Протяжённость составляет 150 км. Представляет собой всхолмлённую равнину высотой до 300 м, которая сложена главным образом известняками и доломитами. Распространён карст. В растительности преобладают средиземноморские кустарники. Население занимается виноградарством, табаководством. Крупные города и порты: Бриндизи, Таранто.
Близ города Отранто находится мыс Отранто — самая восточная точка Италии. Примерно в 80 км к востоку за проливом Отранто находится албанский полуостров Карабурун.